# Cornell (Wisconsin)
Cornell è una città degli Stati Uniti d'America, situata in Wisconsin, nella Contea di Chippewa.